# Центр безпеки та перспективних технологій
Центр безпеки та перспективних технологій (англ. Center for Security and Emerging Technology, CSET) — аналітичний центр, присвячений аналізу політики на перетині національної та міжнародної безпеки та перспективних технологій, що базується в Школі іноземних служб університету Джорджтаун та Школі дипломатичної служби Едмунда А. Волша. Засновник CSET — колишній директор Intelligence Advanced Research Projects — Джейсон Гаверик Матіні.
CSET було створено в січні 2019 року за рахунок гранту в розмірі 55 000 000 доларів від проекту GiveWell. Місія центру полягає у вивченні наслідків перспективних технологій на безпеку, підтримці наукової роботи в галузі безпеки та технологій, а також наданні безпартійного аналізу політичній спільноті. Перші два роки CSET планує зосередити увагу на дослідженні безпеки та штучного інтелекту, зокрема на національній конкурентоспроможності, пошуках талантів та взаємовідносинах з іншими технологіями. Станом на червень 2019 року, CSET є найбільшим центром у США, орієнтованим на штучний інтелект та політику.